# Campionati europei di ciclismo su strada 2022 - Gara in linea femminile Elite
La gara in linea femminile Elite dei Campionati europei di ciclismo su strada 2022 si è svolta il 21 agosto 2022 su un percorso di 107,2 km con partenza da Landsberg am Lech ed arrivo a Monaco di Baviera, in Germania. La vittoria è andata all'olandese Lorena Wiebes, la quale ha completato il percorso con il tempo di 2h59'20" alla media di 43,428 km/h, precedendo le italiane Elisa Balsamo e Rachele Barbieri.
Al traguardo di Monaco di Baviera 87 cicliste, delle 99 partite da Landsberg am Lech, hanno portato a termine la competizione.

## Squadre e corridori partecipanti
| N.    | Cod. | Squadra     |
| ----- | ---- | ----------- |
| 1-8   | NLD  | Paesi Bassi |
| 9-16  | ITA  | Italia      |
| 17-20 | CHE  | Svizzera    |
| 21-28 | BEL  | Belgio      |
| 29-36 | DEU  | Germania    |
| 37-44 | FRA  | Francia     |
| 45-50 | POL  | Polonia     |
| 51-57 | DNK  | Danimarca   |
| 58-64 | ESP  | Spagna      |
| 65-70 | AUT  | Austria     |
| 71-74 | NOR  | Norvegia    |
| 75-77 | SVN  | Slovenia    |

| N.    | Cod. | Squadra     |
| ----- | ---- | ----------- |
| 78-80 | SWE  | Svezia      |
| 81-82 | LTU  | Lituania    |
| 83    | LUX  | Lussemburgo |
| 84    | SRB  | Serbia      |
| 85-88 | CZE  | Rep. Ceca   |
| 89-90 | ISR  | Israele     |
| 91-92 | LVA  | Lettonia    |
| 93-94 | ISL  | Islanda     |
| 95    | IRL  | Irlanda     |
| 96    | PRT  | Portogallo  |
| 97-98 | FIN  | Finlandia   |
| 99    | ROM  | Romania     |

## Ordine d'arrivo (Top 10)
| Pos. | Corridore             | Squadra    | Tempo    |
| ---- | --------------------- | ---------- | -------- |
| 1    | Lorena Wiebes         | P. Bassi   | 2h59'20" |
| 2    | Elisa Balsamo         | Italia     | s.t.     |
| 3    | Rachele Barbieri      | Italia     | s.t.     |
| 4    | Lisa Brennauer        | Germania   | s.t.     |
| 5    | Daria Pikulik         | Polonia    | s.t.     |
| 6    | Maria Martins         | Portogallo | s.t.     |
| 7    | Emma Norsgaard        | Danimarca  | s.t.     |
| 8    | Emilia Fahlin         | Svezia     | s.t.     |
| 9    | Gladys Verhulst       | Francia    | s.t.     |
| 10   | Christ. Schweinberger | Austria    | s.t.     |